# Bob Dylan: The 1966 Live Recordings
Bob Dylan: The 1966 Live Recordings es una caja recopilatoria del músico estadounidense Bob Dylan, programada para ser publicada el 11 de noviembre de 2016 por la compañía discográfica Columbia Records. La caja incluirá 36 CD con todas las grabaciones conocidas realizadas durante su gira de 1966 por Estados Unidos, el Reino Unido, Europa y Australia, en la cual estuvo respaldado por el grupo The Band. A excepción del concierto publicado en The Bootleg Series, Vol. 4: Live 1966. The "Royal Albert Hall" Concert y de varias canciones incluidas en el recopilatorio Biograph, la mayoría de los conciertos incluidos en The 1966 Live Recordings, procedentes de soundboard, de estudios portátiles de CBS Records y de cintas del público, son inéditos.